# J.P. Prince
John Edward Prince, detto J.P. (Memphis, 14 luglio 1987), è un ex cestista statunitense.

## Palmarès

### Squadra
- Campionato polacco: 1

Turów Zgorzelec: 2013-14
- Campionato belga: 1

Ostenda: 2014-15
- Coppa del Belgio: 1

Ostenda: 2015

### Individuale
- MVP PLK: 1

Turów Zgorzelec: 2013-14